# Borghetto d'Arroscia
Pour les articles homonymes, voir Borghetto.
Borghetto d'Arroscia est une commune italienne de la province d'Imperia, dans la région Ligurie.

## Administration
| Période                                  | Période  | Identité    | Étiquette    | Qualité |
| ---------------------------------------- | -------- | ----------- | ------------ | ------- |
| Les données manquantes sont à compléter. |          |             |              |         |
| 2006                                     | En cours | Paolo Ronco | Lista Civica |         |

### Hameaux
Gavenola, Gazzo, Leverone, Montecalvo, Ubaga, Ubaghetta

### Communes limitrophes
Aquila di Arroscia, Caprauna, Casanova Lerrone, Pieve di Teco, Ranzo, Vessalico